# 시약

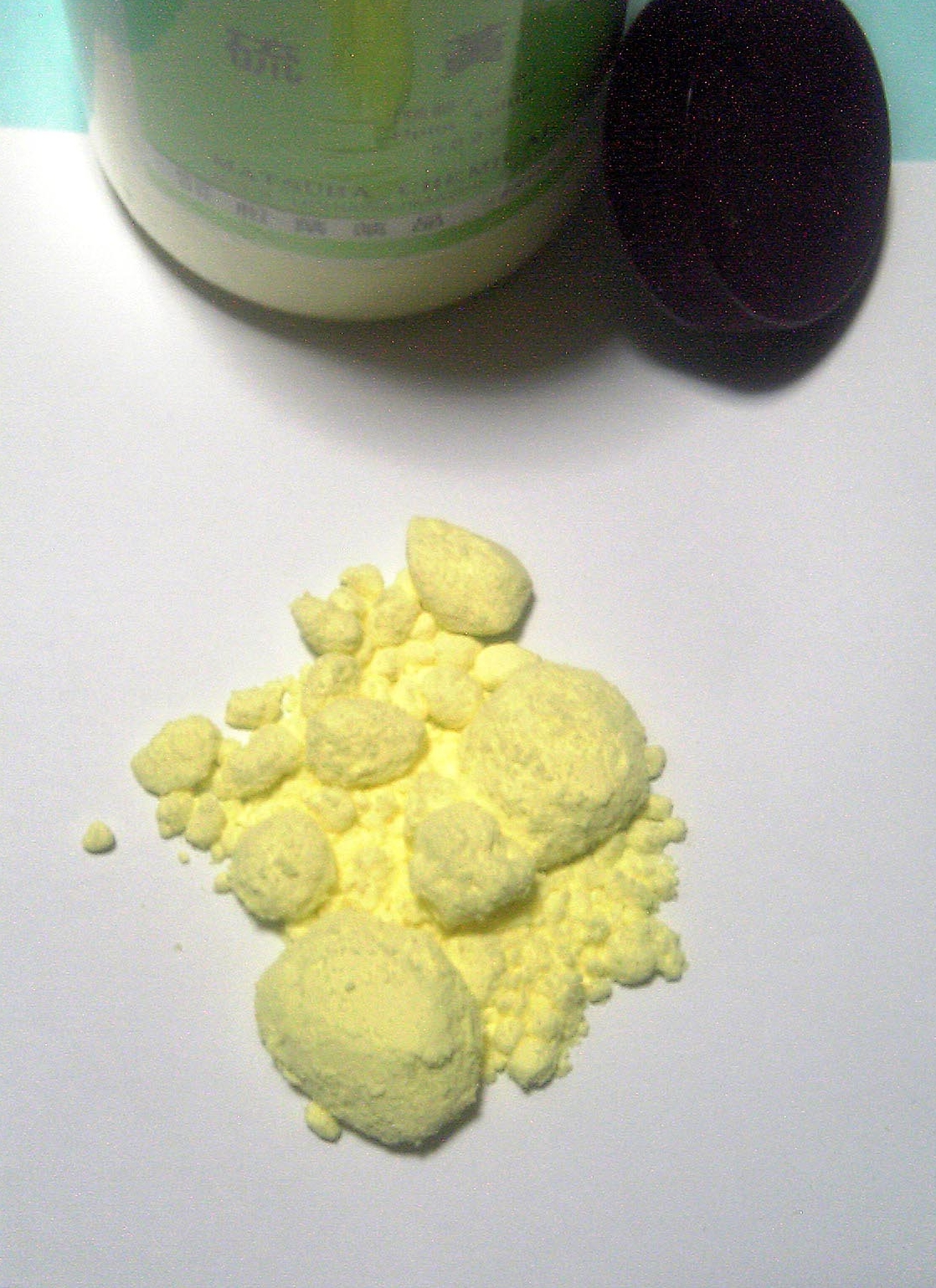
사진에 보이는 시약은 화학 반응에 쓰이는 기초 재료이다.

시약(試藥)은 화학 분석에서 물질의 검출이나 정량을 위한 반응에 사용하는 약품이다. 산·알칼리·염 등과 같이 용해·침전·산성도의 조절, 각종 반응 등에 사용되는 일반적인 시약 외에 특별한 반응에 의해 정성분석, 정량분석 등을 하는 네슬러 시약이나 밀론 시약과 같은 분석시약도 있다.
화학 반응이 일어날 때 반응에 참여하는 물질은 반응물질(反應物質)이라고 한다.

## 같이 보기
- 화학 반응